# Dom von Udine

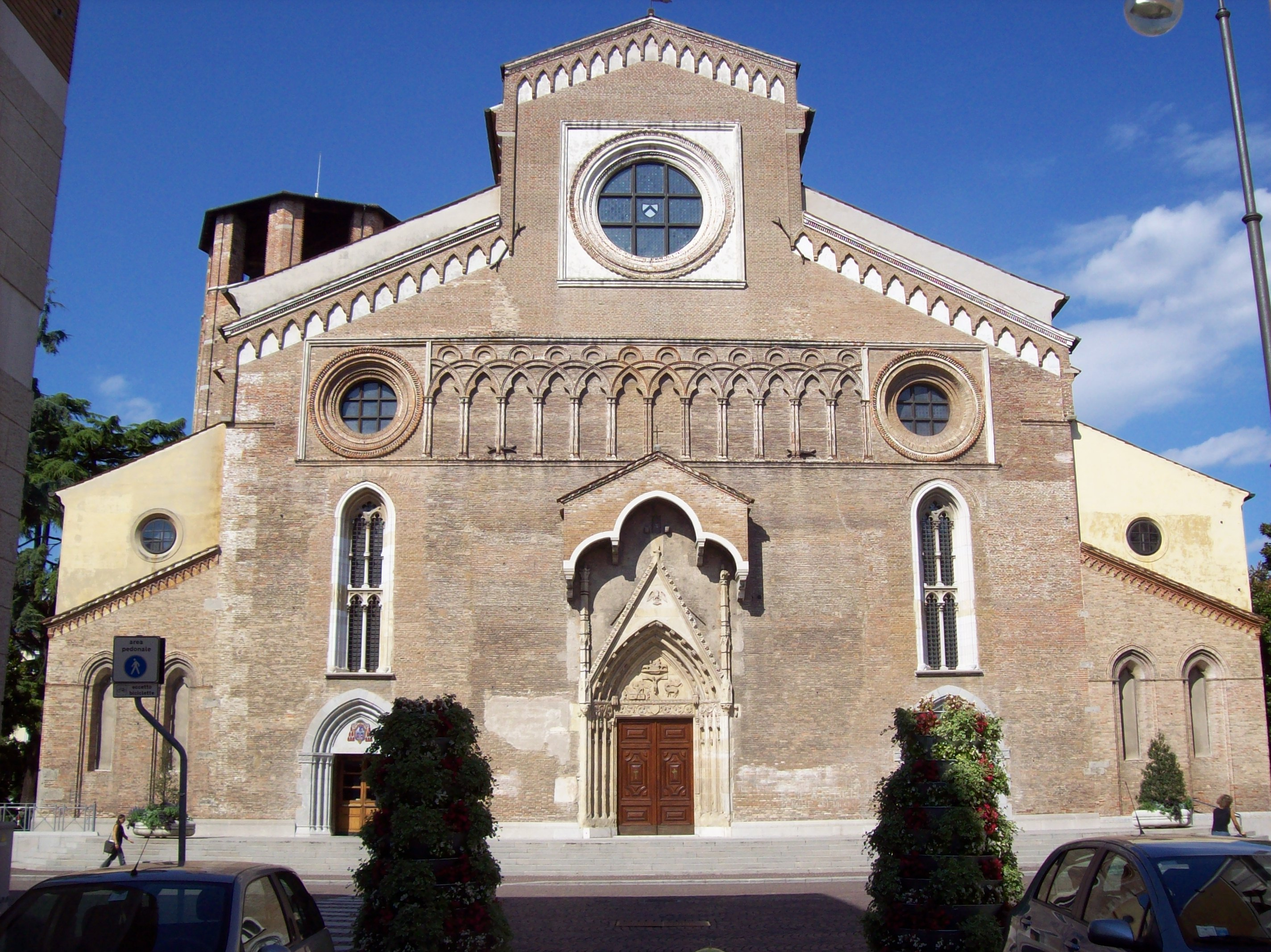
Die Fassade

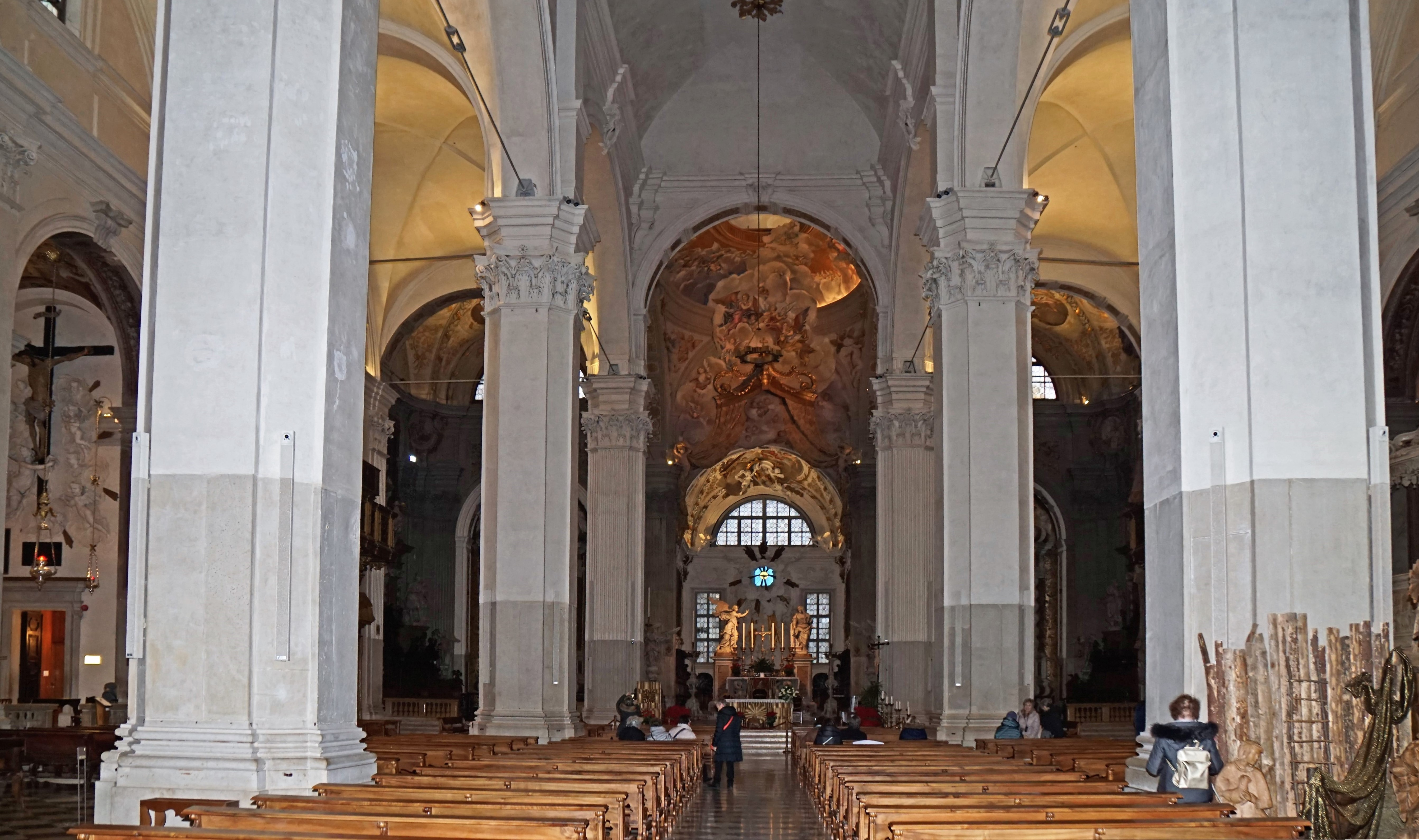
Innenansicht

Der Dom von Udine ist eine römisch-katholische Kirche unter dem Patrozinium der Verkündigung Marias (Duomo di Santa Maria Annunziata). Er ist die Kathedrale des Erzbistums Udine. 

## Geschichte
Die erste Kathedrale von Udine wurde 1236 auf Veranlassung des Patriarchen Berthold von Andechs-Meran erbaut und dem hl. Ulrich geweiht. 1335 erfolgte eine Renovierung und Einweihung mit der Widmung Santa Maria Maggiore. Das Erdbeben von 1348 verursachte schwerwiegende Schäden. Danach und in den folgenden Jahrhunderten entstand das heutige dreischiffige Bauwerk mit Chor und Seitenkapellen. Zuerst wurde die Kirche verlängert und der Glockenturm auf das bereits existierende Baptisterium aufgesetzt. Zuletzt wurden die Kapellen angefügt. Anfang des 18. Jahrhunderts unterstützte die Familie Manin einen Umbau mit barocker Umgestaltung des Innenraumes durch den Architekten Domenico Rossi. Es waren Künstler wie Giovanni Battista Tiepolo beteiligt. Der Dom wurde 1735 durch Patriarch Daniel Dolfino mit der Widmung Santa Maria Annunciata neu geweiht.

## Bauwerk
Im Innern stellt sich der Dom heute als dreischiffiges Bauwerk mit seitlichen Kapellen und Seitenräumen dar.
1. Portal
2. Portal der Erlösung
3. Portal
4. Portal der Krönung

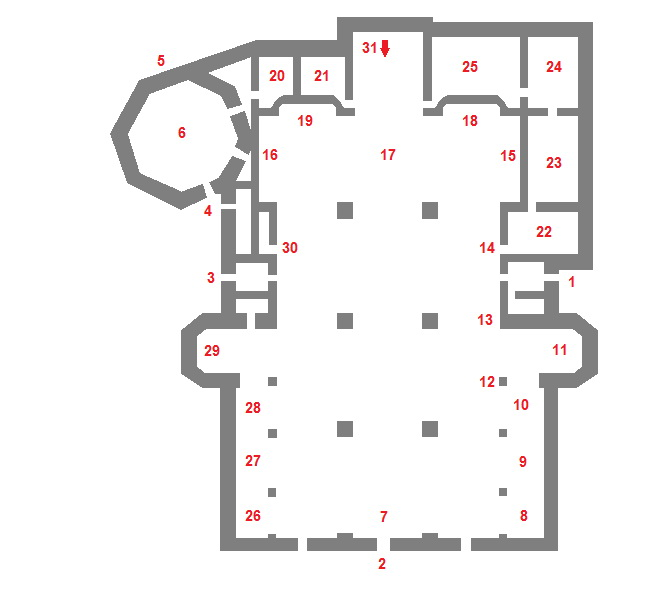
Grundriss des Domes

5. Statuen der Verkündigung und des Erzengels Gabriel
6. Turm
7. Innenfassade
8. Kapelle der Heiligsten Dreifaltigkeit
9. Kapelle der Hll. Hermagoras und Fortunatus
10. Kapelle der Hll. Eustachius und Johannes des Täufers
11. Kapelle des Heiligsten Sakramentes
12. Kanzel
13. Statue des Bischofs Zaccarias Bricito
14. Orgel
15. Mausoleum Manin
16. Mausoleum Manin
17. Hochaltar
18. Altar des Namens Marias
19. Altar des Namens  Jesu
20. Kapelle des Leibes  Christi
21. Kapelle des hl. Nikolaus
22. Sakristei
23. Aula der Domherren
24. Aula der Amtsinhaber
25. Kapelle des hl. Markus
26. Kapelle des hl. Josef
27. Kapelle der Madonna der Göttlichen Vorsehung

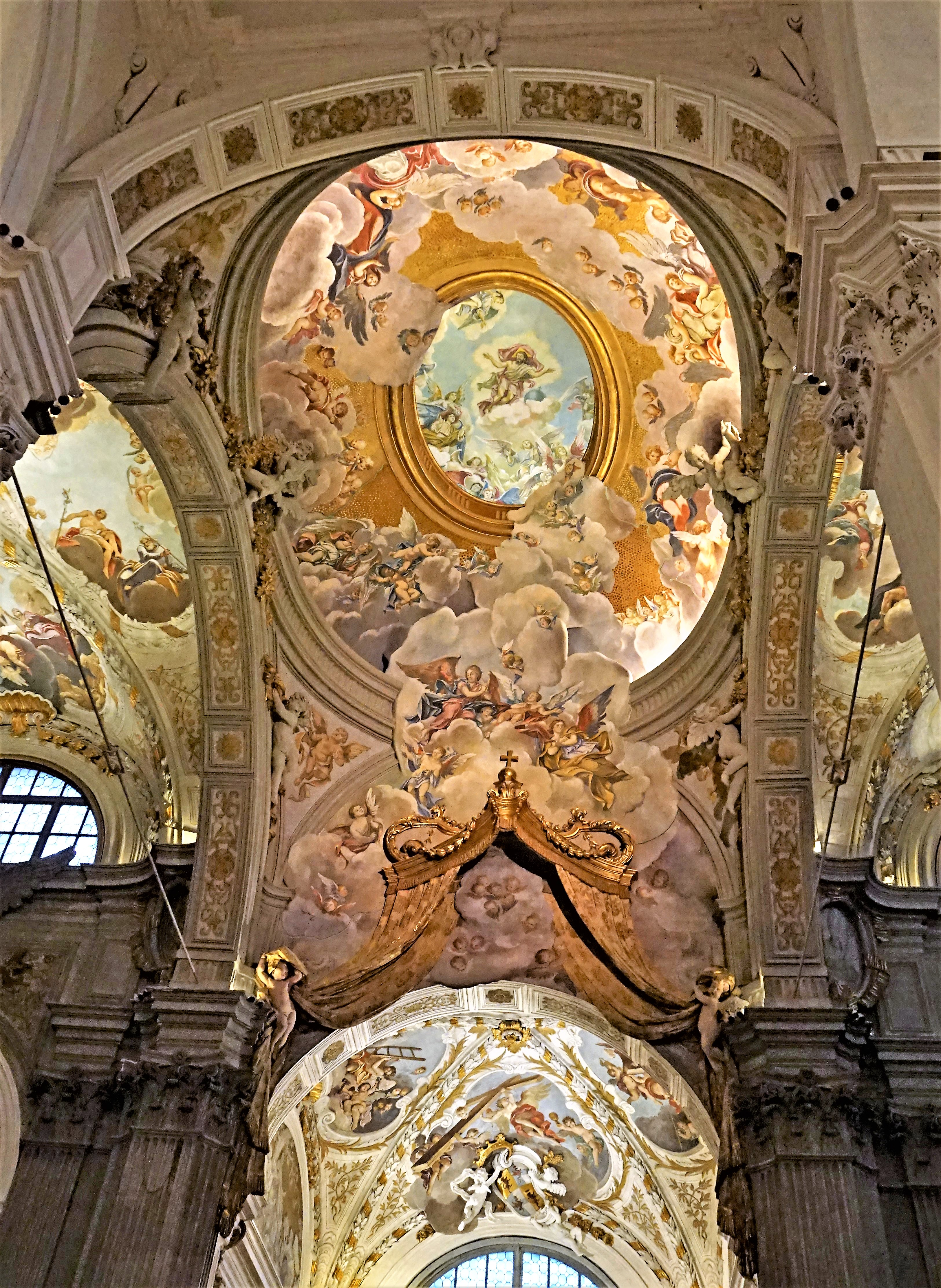
Blick in die Kuppel

28. Kapelle der Reliquien
29. Orgel
30. Zugang zur Krypta

## Einrichtung
Der Hochaltar ist ein Werk von Giuseppe Toretto. Es ist die Verkündigung durch die Marmorfiguren des Erzengels Gabriel links und Marias rechts dargestellt. Der Altar des linken Seitenschiffs ist dem Namen Jesu, der des rechten dem Namen Marias geweiht. Das Altarbild in der Kapelle der Heiligen Hermagoras und Fortunatus mit Darstellung der beiden Heiligen malte G. B. Tiepolo (1736). Das Altarbild in der Kapelle der Heiligen Johannes der Täufer und Eustachius schuf Francesco Salvatore Fontebasso.

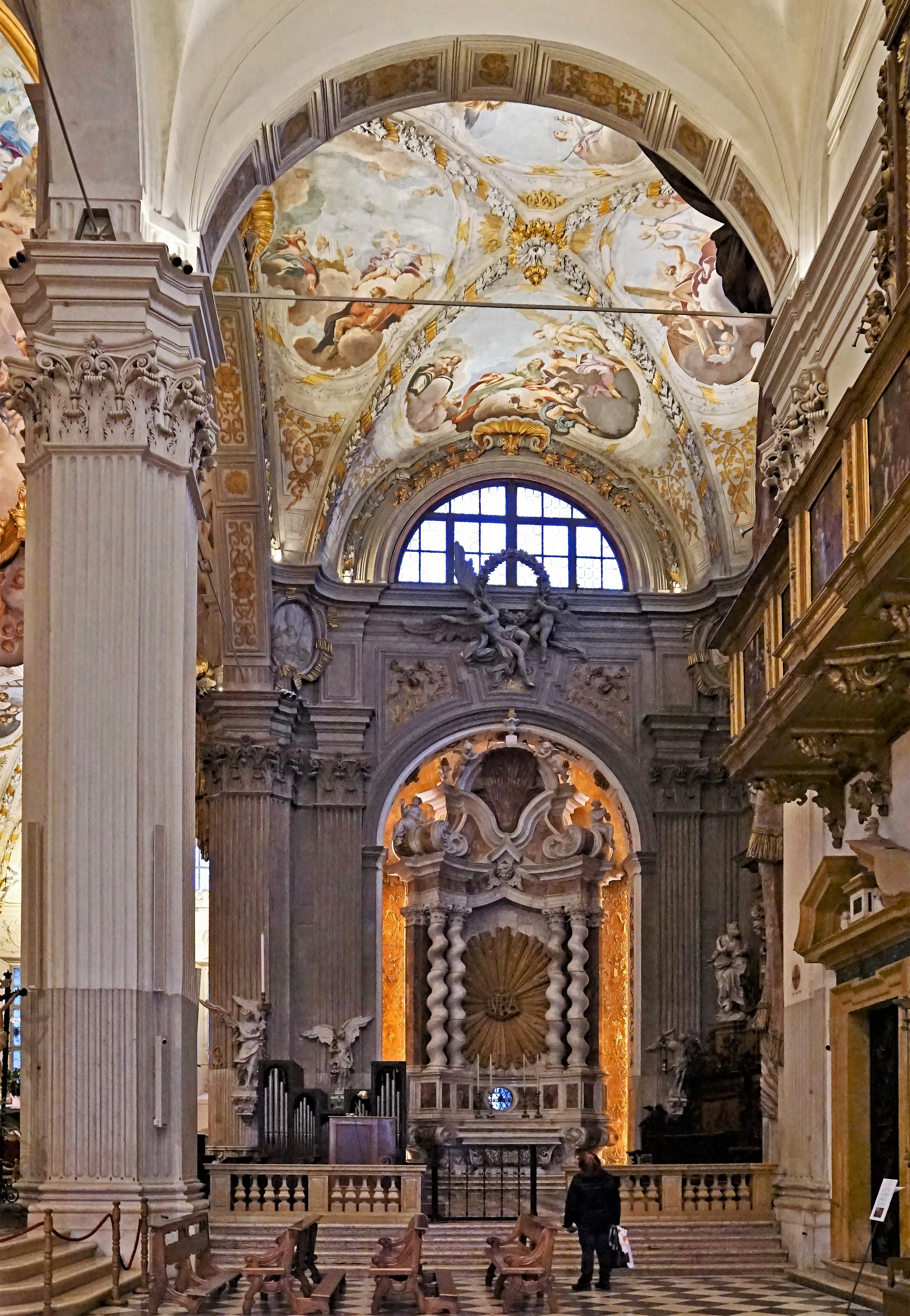
Altarraum des rechten Seitenschiffs
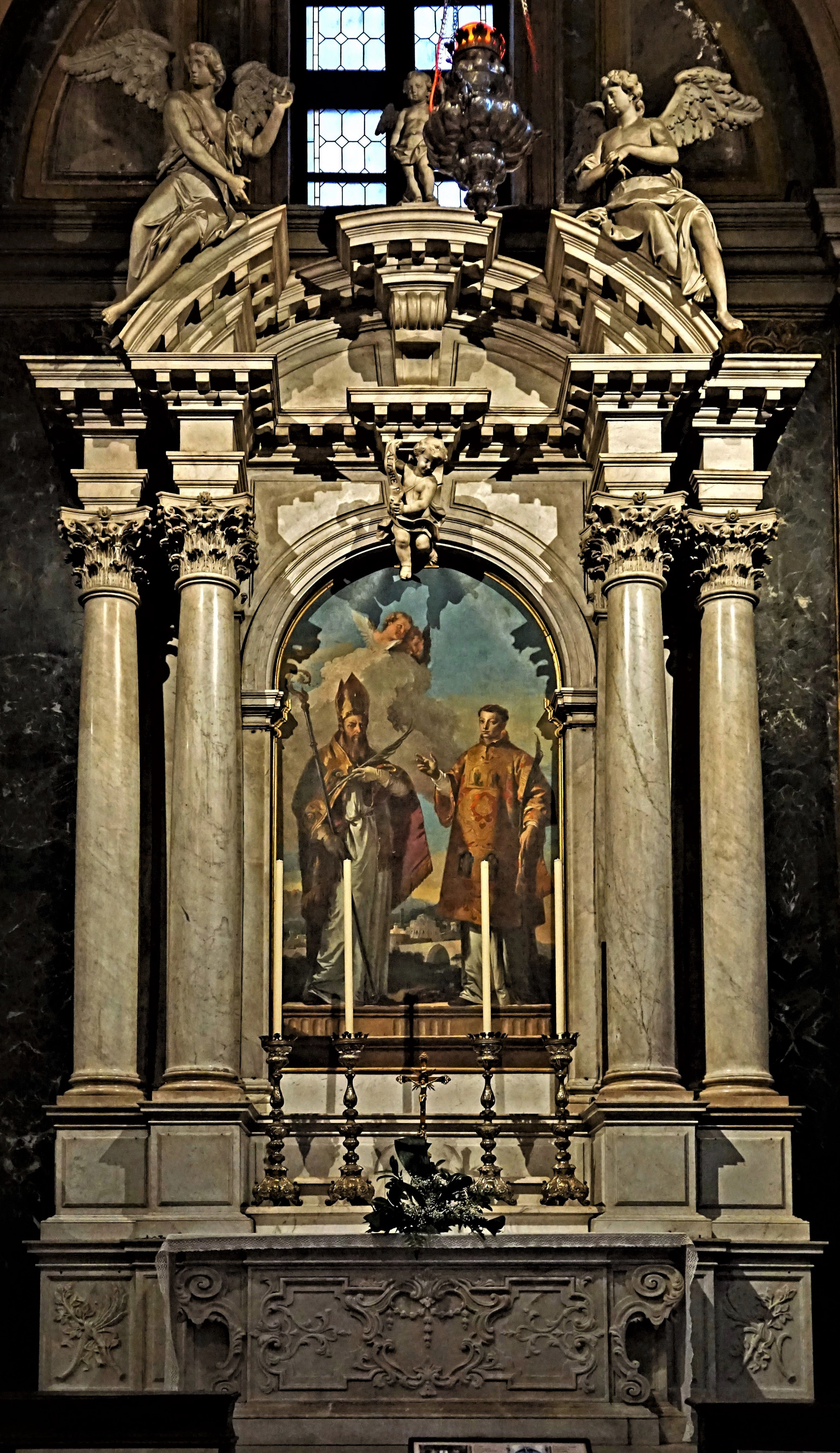
Seitenaltar der Kapelle der Hll. Hermagoras und Fortunatus
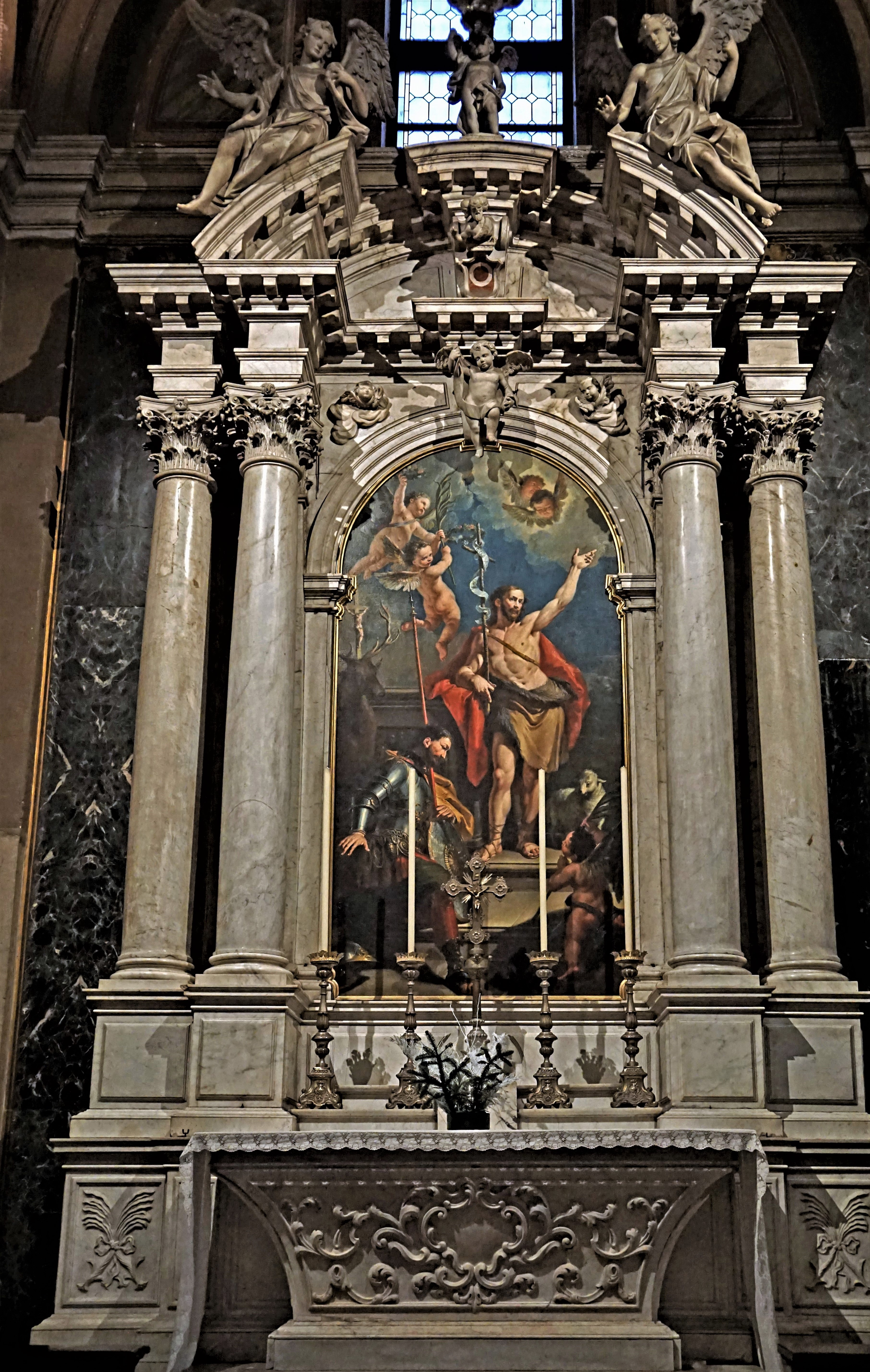
Seitenaltar der Kapelle der Hll. Johannes der Täufer und Eustachius

## Sakristei
Zur Sakristei gehören auch die Aula der Domherren und die Aula der Amtsinhaber. In der Aula der Domherren, dem Kapitelsaal, fanden die Zusammenkünfte des Domkapitels statt. Die Deckenfresken zeigen: Die Kirche huldigt dem Glauben (signiert Pietro Antonio Novelli 1790) sowie die vier Evangelisten.

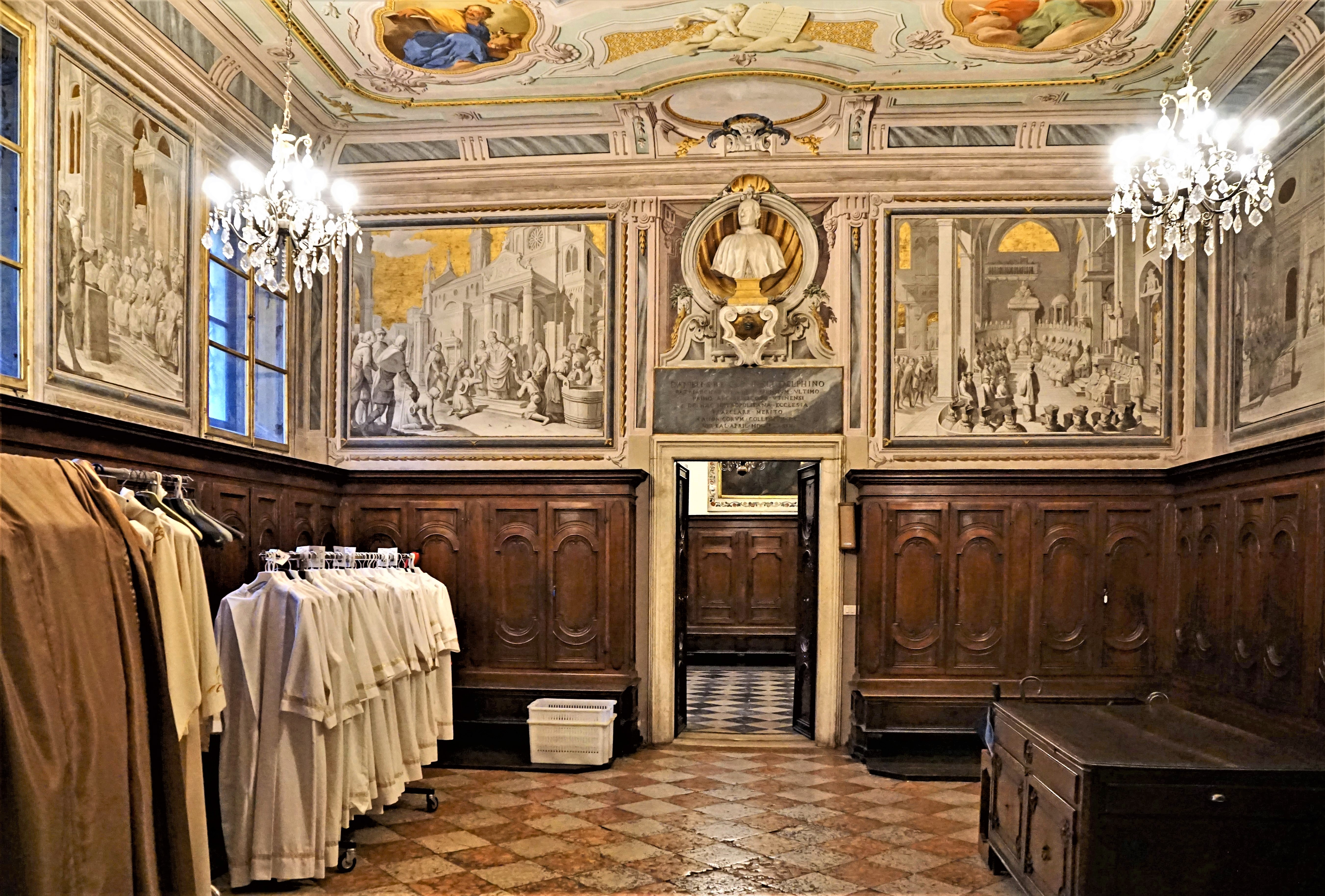
Kapitelsaal
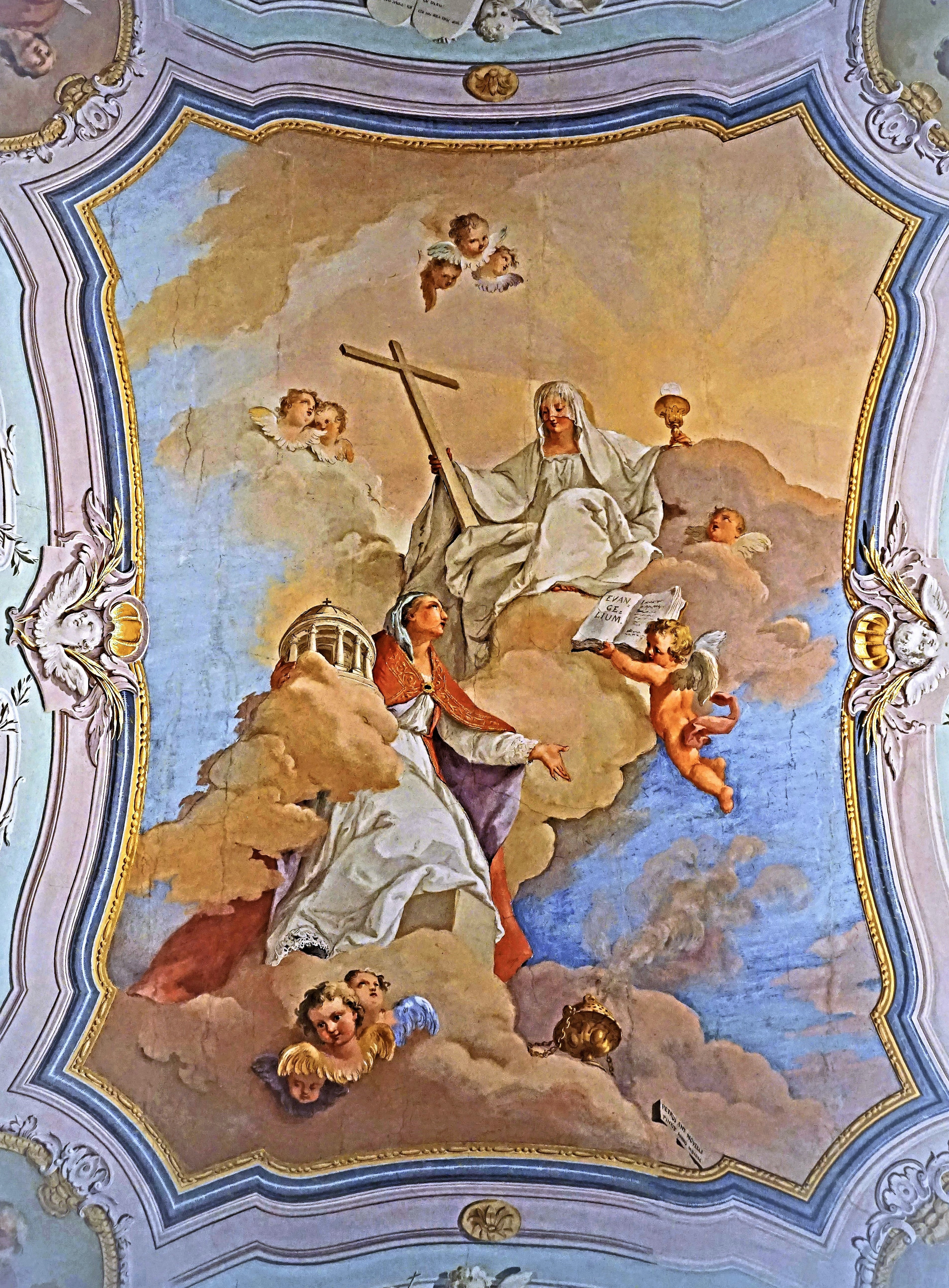
Deckenfresko: Die Kirche huldigt dem Glauben

## Dom-Museum
Das Dom-Museum (Museo del Duomo) ist im Baptisterium sowie in den Kapellen San Nicolò und Corpore di Cristo untergebracht.